# Salto em grandes alturas no Campeonato Mundial de Esportes Aquáticos de 2017
Os eventos do salto em grandes alturas no Campeonato Mundial de Esportes Aquáticos de 2017 ocorreram entre 28 de julho e 30 de julho de 2017 em Budapeste na Hungria. 

## Calendário
| Julho de 2017            | 14 | 15 | 16 | 17 | 18 | 19 | 20 | 21 | 22 | 23 | 24 | 25 | 26 | 27 | 28 | 29 | 30 | T |
| ------------------------ | -- | -- | -- | -- | -- | -- | -- | -- | -- | -- | -- | -- | -- | -- | -- | -- | -- | - |
| Salto em grandes alturas |    |    |    |    |    |    |    |    |    |    |    |    |    |    | ●  | ●  | ●  | 2 |

## Cronograma
Duas provas foram disputadas.
Horário local (UTC+3).
| Data                | Hora  | Prova                                       |
| ------------------- | ----- | ------------------------------------------- |
| 28 de julho de 2017 | 14:00 | Rodada masculina 1º a 3º Rodada feminina 1ª |
| 29 de julho de 2017 | 14:00 | Final feminino                              |
| 30 de julho de 2017 | 14:00 | Final masculino                             |

## Medalhistas
| Event              | Ouro                 | Ouro   | Prata               | Prata  | Bronze                 | Bronze |
| ------------------ | -------------------- | ------ | ------------------- | ------ | ---------------------- | ------ |
| Masculino detalhes | USA Steve LoBue      | 397.15 | CZE Michal Navrátil | 390.90 | RUS Alessandro De Rose | 379.65 |
| Feminino detalhes  | AUS Rhiannan Iffland | 320.70 | MEX Adriana Jiménez | 308.90 | BLR Yana Nestsiarava   | 303.95 |

## Quadro de medalhas
| Ordem | País           | Medalha de ouro | Medalha de prata | Medalha de bronze | Total |
| ----- | -------------- | --------------- | ---------------- | ----------------- | ----- |
| 1     | Austrália      | 1               | 0                | 0                 | 1     |
| 1     | Estados Unidos | 1               | 0                | 0                 | 1     |
| 3     | Chéquia        | 0               | 1                | 0                 | 1     |
| 3     | México         | 0               | 1                | 0                 | 1     |
| 5     | Bielorrússia   | 0               | 0                | 1                 | 1     |
| 5     | Itália         | 0               | 0                | 1                 | 1     |
| Total | Total          | 2               | 2                | 2                 | 6     |